# Arthur Chaves
Arthur Largura Chaves (Florianópolis, 29 de janeiro de 2001) é um futebolista brasileiro que atua como zagueiro. Atualmente joga pelo Hoffenheim.

## Carreira

### Avaí
Natural de Florianópolis e com cidadania italiana, Arthur Chaves iniciou sua carreira na base do Avaí aos 11 anos em 2012. Até os 13 anos, Arthur era volante e também já havia atuado como lateral, mas acabou sendo deslocado para a defesa pelo técnico da base. Na base do Leão, conquistou 11 títulos e alguns prêmios individuais.
Subiu para os profissionais no início de 2021 onde também atuou pelo Sub-20 e Sub-23, sendo capitão das categorias, além de integrar o elenco campeão catarinense. Em novembro renovou seu contrato até 2024.
Em 2022 ganhou continuidade e assumiu a titularidade do Leão da Ilha, tendo feito sua estreia como titular no início do ano e renovado seu contrato novamente em abril até o fim de 2025. Também destacou-se em alguns quesitos comparados com outros atletas Sub-23, como em interceptações de chutes adversários.
Arthur fez seu primeiro gol pelo Avaí na derrota por 2–1 contra o Flamengo, na 19ª rodada do Campeonato Brasileiro. Em 16 de agosto de 2022, foi confirmada sua venda ao Hoffenheim, da Alemanha. Ao todo, defendeu o clube da Ressacada em 31 partidas (sendo 27 em 2022) e fez um gol. O valor da negociação poderia chegar a 3 milhões de euros (2,4 milhões de montante e o restante como bônus), sendo a transferência mais cara da Segunda Liga sem envolver um dos Três Grandes de Portugal.

### Académico de Viseu

#### 2022–23
Apesar de comprado pelo Grupo Hoffenheim, Arthur foi emprestado ao clube português Académico de Viseu e anunciado em 18 de agosto, pelo fato da SAD do clube português  ser liderada por acionistas que têm ações no Hoffenheim.
Em janeiro de 2023, Arthur foi avaliado como o zagueiro e o brasileiro mais caro da Segunda Liga. No mês seguinte, foi eleito o defensor de fevereiro na competição com 12,59%.
Após a vitória sobre o Vilafranquense por 2–0 em abril, já havia ultrapassado a quantidade de jogos totais que tinha disputado pelo Avaí, 32. Também era o décimo jogador com mais minutos na competição com idade Sub-23 e o quarto com mais interceptações com 153. Terminou a temporada com 35 partidas e um gol, além de valorização de 250 mil euros em seu valor de mercado.

#### 2023–24
Em 11 de dezembro de 2023, fez seu primeiro gol na temporada no empate contra o Mafra de 1–1.

## Seleção Brasileira

### Sub-23
Obteve sua primeira convocação à Seleção em 22 de setembro de 2023, integrando os 18 atletas convocados por Ramon Menezes para disputar os Jogos Pan-americanos de 2023, em Santiago, e integrou o elenco vencedor da medalha de ouro, tendo concedido uma assistência para o gol de empate do Brasil na final.
Também foi um dos convocados para o Torneio Pré-Olímpico de 2024, na Venezuela.

## Estilo de jogo
Arthur teve como principais características pelo jornal espanhol AS a sua velocidade, força nos combates defensivos e bom jogo aéreo.

## Estatísticas

### Seleção Brasileira
Abaixo estão listados todos jogos e gols do futebolista pela Seleção Brasileira, desde as categorias de base. Abaixo da tabela, clique em expandir para ver a lista detalhada dos jogos de acordo com a categoria selecionada. 
Sub-23
| Ano   |       |      |         |
| Ano   | Jogos | Gols | Assist. |
| ----- | ----- | ---- | ------- |
| 2023  | 5     | 0    | 1       |
| 2024  | 6     | 0    | 0       |
| Total | 11    | 0    | 1       |

|     | Data                    | Local                                             | Resultado | Adversário     | Gols | Competição                         |
| --- | ----------------------- | ------------------------------------------------- | --------- | -------------- | ---- | ---------------------------------- |
| 1.  | 23 de outubro de 2023   | Estádio Elías Figueroa Brander, Valparaíso, Chile | 1–0       | Estados Unidos | 0    | Jogos Pan-Americanos               |
| 2.  | 26 de outubro de 2023   | Estádio Sausalito, Viña del Mar, Chile            | 2–0       | Colômbia       | 0    | Jogos Pan-Americanos               |
| 3.  | 29 de outubro de 2023   | Estádio Sausalito, Viña del Mar, Chile            | 3–0       | Honduras       | 0    | Jogos Pan-Americanos               |
| 4.  | 1 de novembro de 2023   | Estádio Sausalito, Viña del Mar, Chile            | 1–0       | México         | 0    | Jogos Pan-Americanos               |
| 5.  | 4 de novembro de 2023   | Estádio Sausalito, Viña del Mar, Chile            | 1–1 (4–2) | Chile          | 0    | Jogos Pan-Americanos               |
| 6.  | 23 de janeiro de 2024   | Estádio Brígido Iriarte, Caracas, Venezuela       | 0–1       | Bolívia        | 0    | Torneio Pré-Olímpico Sul-Americano |
| 7.  | 26 de janeiro de 2024   | Estádio Brígido Iriarte, Caracas, Venezuela       | 2–0       | Colômbia       | 0    | Torneio Pré-Olímpico Sul-Americano |
| 8.  | 29 de janeiro de 2024   | Estádio Brígido Iriarte, Caracas, Venezuela       | 2–1       | Equador        | 0    | Torneio Pré-Olímpico Sul-Americano |
| 9.  | 5 de fevereiro de 2024  | Estádio Brígido Iriarte, Caracas, Venezuela       | 0–1       | Paraguai       | 0    | Torneio Pré-Olímpico Sul-Americano |
| 10. | 8 de fevereiro de 2024  | Estádio Brígido Iriarte, Caracas, Venezuela       | 1–2       | Venezuela      | 0    |                                    |
| 11. | 11 de fevereiro de 2024 | Estádio Brígido Iriarte, Caracas, Venezuela       | 0–1       | Argentina      | 0    |                                    |

## Títulos

### Avaí
- Campeonato Catarinense: 2023

### Seleção Brasileira

#### Sub-23
- Jogos Pan-Americanos: 2023